# Balgzandkanaal
Het Balgzandkanaal is een kanaal in de Nederlandse provincie Noord-Holland. Het is gelegen tussen het Noordhollandsch Kanaal en het Amstelmeer in de gemeenten Den Helder en Hollands Kroon. Het kanaal is in de jaren 1920 aangelegd en vernoemd naar wadplaat Balgzand.
Nabij het Noordhollandsch Kanaal aan het westelijke einde van het kanaal bevindt zich de Kooysluis. Zo'n 600 meter ten oosten van het Noordhollandsch Kanaal splitst het kanaal zich en loopt het richting het noorden tot aan de Oostoeversluis bij 't Kuitje. Het kanaal ligt tussen de Balgzanddijk aan de noordkant en de Anna Paulowna-/Balgdijk aan de zuidkant. Aan de kanaalkant van deze laatstgenoemde dijk ligt Rijksweg 99. Aan de oostkant komt het kanaal uit bij het Amstelmeer en staat het daarnaast in verbinding met de Van Ewijcksvaart. Hier liggen twee bruggen over het kanaal voor verkeer op de N99 en de parallelweg daarvan. Bij Van Ewijcksluis liggen twee woonboten in het kanaal.
Water vanuit het parallel gelegen Balgkanaal in de Anna Paulownapolder wordt via gemaal Balgdijk op het Balgzandkanaal geloosd.